# NGC 7790
NGC 7790 (również OCL 276) – gromada otwarta znajdująca się w gwiazdozbiorze Kasjopei. Odkrył ją William Herschel 16 grudnia 1788 roku. Jest położona w odległości ok. 9,6 tys. lat świetlnych od Słońca.